# 建州女直
建州女直 (ケンシュウ ジョチョク，拼音：jiànzhōu nǔzhí) は、女真の一種に対する明側の呼称。蔑称として「建夷」とも。
明永楽帝は積極的に女真羈縻に乗り出し、女真 (女直) を三種に大別した。建州女直はその内の一つである。建州女直はさらに四つの衛から構成され、建州右衛から頭角を顕したヌルハチ (後の清太祖) が後に建州部を統一して滿洲国マンジュグルンを樹立し、海西女直併合後に後金国アイシン･グルン、子ホン･タイジの代で大清国ダイチン･グルンと国号を改めた。

## 構成
『大明會典』巻107「東北夷」に拠れば、明朝は女真を三種類に大別し、明から距離的に最も近い一種を建州女直、最も遠い極東の一種を野人女直 (清側の呼称では東海)、その中間を海西女直 (清側では扈倫フルン) と呼んだ。その内の建州女直については「建州・毛憐等ノ處ニ居ル者ヲ建州女直ト爲ス」としている。建州女直はさらに建州三衛 (建州衛・左衛・右衛) と毛憐衛の四衛から構成され、建州三衛の内、右衛のヌルハチが後に建州部を統一する。
清代の地理書『柳邊紀略』巻3に拠れば、建州・毛憐は大きくわけて滿洲マンジュ(建州に相当) と長白山ゴルミン･シャンギャン･アリン(毛憐に相当) の二つあり、それぞれがさらに数部にわかれ、各部にはいくつかの城塞が隷属した。

### 滿洲
- 蘇克蘇滸河スクスフ･ビラ部
- 渾河フネヘ部
- 王甲ワンギャ部 (完顔部とも)
- 董鄂ドンゴ部
- 哲陳ジェチェン部
- 蘇完スワン部[注 1]

### 長白山
- 訥殷ネイェン部
- 朱舍里ジュシェリ部
- 鴨綠江ヤル･ギャン部

## 歴史

### 明朝の支配と独立
明の第3代皇帝である永楽帝は中国東北部へ出兵、黒竜江付近まで進出して女真族を支配下に置いた。この時、明朝はこの地を招撫支配するため建州衛、建州左衛、建州右衛を設置、女真族を衛所制に組み込んだ。女真族は衛所を通じて明朝と交易をおこなう中で社会的、文化的な影響を受け漢化していった。16世紀後半に明との関係が悪化すると、三衛の混乱に乗じて事実上独立し、有力者の率いる「アイマン」（ᠠᡳ᠌ᠮᠠᠨ, aiman、部）を形成、建州五部が出現した。

### 建州の統一
遼東一帯を統括した明の武将李成梁は、勢力を強める建州女直を海西女直と争わせる方針をとった。この中で彼は、蘇克蘇滸河スクスフ･ビラ部のニカンワイランとヌルハチを支援し、後の1587年にヌルハチに建州女直を統一させた。この結果、マンジュ国を建設したヌルハチは、明朝が豊臣秀吉の朝鮮出兵への対応に追われている隙に海西女直を撃破、女真族を統一して後金を建国するに至った。

## 明による羈縻政策
建州女直は各衛所の外に地面、站、寨を有し、明から官職を賜わる際には勅書が賜与された。
朝貢は年に一度、10月頭から12月までと定められた。建州女直は建州衛・左衛・右衛・毛憐衛それぞれから100人程度が入境したが、のちに定員を500人と定められた。入貢は開原城を起点とした。貢物は主に、馬、貂鼠の毛皮、猞猁猻の毛皮、海青、兎鶻、黄鷹、阿膠、殊角 (海象牙) など。

## 脚註

### 典拠
1. ↑  “隆慶6年1572 9月5日段58107”. 神宗顯皇帝實錄. 5
2. 1 2 3  “東北夷”. 大明會典. 巻107 (冊36). Harvard-Yenching Library 所蔵. pp. 7-8
3. ↑   柳邊紀略. 3. "建州毛憐則有滿洲滿洲始祖曰布庫里雍順。乃天女佛庫倫所生。定三姓之亂。妻其女百里。居長白山東俄漠惠之野。俄朶里城。國號滿洲。之蘇克蘇滸河、其地在清河邊外。屬城寨之著者七。曰圖倫城。曰撒爾湖城。曰嘉木湖城。曰沾河寨。曰安土瓜爾佳城。曰古勒城。曰沙濟城。沙濟城主阿海。與古勒城主阿太。皆王杲子也。萬曆十一年爲李成梁所殺。餘皆亡于本朝。渾河、屬城寨七。曰杭甲城。曰扎庫木城。曰東佳城。曰把爾達城。曰兆佳城。曰界凡城。曰播一混寨。萬曆閒俱爲大清所併。王甲、萬曆閒。部主戴度墨爾根。其叔曰孫扎秦光滾。與董鄂部瓮哥落爲仇。十二年九月。本朝太祖攻董鄂齊吉答城還。孫扎秦光滾乞師。攻瓮哥落。戴度遣人告之。得爲備。十六年。太祖滅之。董鄂、在寬奠堡外。萬曆十六年。部主克徹巴顏之子額爾機瓦爾喀。爲托漠河部額吐阿祿下所殺。其子何和理遂率眾歸本朝。尚太祖長女。哲陳、一作只陳。萬曆十五年。爲大清所併。蘇完、部主索爾果。明萬曆十六年四月。率眾歸大清。太祖以其子蜚英東爲一等大臣。後以功陞固山額眞。卒諡直毅公。配享太廟。鴨喇古。一作押兒孤。寨主扈喇虎明。萬曆十六年四月。率眾歸大清。以其子扈爾漢爲養子。賜名覺羅。長白山之訥殷、一作訥因。朱舍里、以上二部。在明萬曆二十二年。併于大清。鴨綠江。即益州江。或呼靉江。唐書作馬訾水。源出長白山。明萬曆十九年。爲大清所併。"

### 註釈
1. ↑  註釈：文献によっては部として扱われない。
2. ↑  註釈：翌年正月以降であっても、辺臣から朝廷に奏請し、允許する勅旨が得られれば、朝貢が許された。
3. ↑  註釈：不詳。「海東青」を指すなら、即ち鷹の一種。

## 文献
- 『明實錄』＊中央研究院歴史語言研究所版 (1937年刊行)
- 楊賓『柳邊紀略』康熙46年1707 (漢) ＊商務印書館叢書集成
- 白鳥庫吉 監修, 松井等, 箭内亙, 稻葉岩吉 撰『滿洲歷史地理』巻2, 南満洲鉄道株式会社, 大正31914
- 立花丈平『清太祖ヌルハチと清太宗ホンタイジ 清朝を築いた英雄父子の生涯』近代文芸社, 1996年5月